# The Line of Best Fit
The Line of Best Fit es una revista en línea independiente, con sede en Londres, que se enfoca en la música.
Publica reseñas de música independiente, entrevistas, estrenos musicales, presentaciones en vivo exclusivas, podcasts y playlists. Fue fundada por Richard Thane en febrero de 2007 y actualmente es editada por Paul Bridgewater. Su nombre se deriva de una canción del álbum You Can Play These Songs with Chords de la banda estadounidense Death Cab For Cutie.
Las reseñas de álbumes hechas por la revista se usan en sitios de recopilación como AnyDecentMusic? y Metacritic. También han sido mencionadas en publicaciones como BBC, Clash, The Daily Telegraph, The Guardian, NME y The Independent Asimismo, tiene su propio sello discográfico, Best Fit Recordings, y desde 2015 organiza su festival anual de música «Five Day Forecast» en Londres.